# C-2 (sous-marin)
Le sous-marin C-2 est un sous-marin appartenant à la classe C de l'Armada espagnole, composée de six unités construites en 1923 par la SECN au chantier naval de Carthagène, sous licence de la société américaine Electric Boat Company et de type Holland 105F. Cette unité a participé à la guerre civile dans le camp républicain.

## Guerre civile
Au début de la guerre civile, le C-2 est du côté républicain sous le commandement du lieutenant-commandant Garcia de la Mata.
Le 19 juin 1937, les nationalistes occupent le port de Bilbao. Le 26 juillet, ils prennent Santander. Les 3 sous-marins républicains de Cantabrie, le C-2, le C-4 et le C-6,  se réfugient alors dans le port de Musel (Gijon). Mais ce refuge est violemment bombardé par les allemands de la légion Condor le 26 août. Le lendemain, le C-2 part en faisant cap vers le port de Brest, qu'il rejoint le 1er septembre pour y effectuer des réparations avant de pouvoir rejoindre la zone républicaine à Valence. 
Le C-2 était commandé par José Luis Ferrando Talayero, officier franquiste dissimulant son engagement politique en faveur de la rébellion et attendant son heure pour agir. Il en était de même pour Las Heras, commandant du C-4. 
Le 18 septembre, le sous-marin C-2 se trouvait encore dans la rade de Brest avec seulement une douzaine d'hommes à bord, le reste de l'équipage étant de permission en ville. Une vedette ayant à son bord, Las Heras, commandant du C-4, le lieutenant colonel Troncoso, l'un des responsables des services secrets franquistes en France et une dizaine d'agents fascistes, accoste et prend possession du bâtiment républicain avec la complicité de Ferrando Talayero, commandant du C-2. Un des marins chargé des chaudières et réfugié dans le kiosque, Augusto Diego, ouvrit le feu et tua net l'un des agents franquistes nommé Gabarain Goni,, provoquant ainsi la fuite des agresseurs pour la plupart arrêtés avant de repasser la frontière espagnole.
Au terme de deux jours de procès, en correctionnelle, en mars 1938, au tribunal de Brest, les principaux protagonistes ne seront condamnés que pour détention et port d’armes de guerre. Ils s’en tireront avec des peines couvrant leur détention provisoire.

### Sources et bibliographie
- (es) Cet article est partiellement ou en totalité issu de l’article de Wikipédia en espagnol intitulé « Submarino C-2 (1928) » (voir la liste des auteurs).
- Patrick Gourlay (préf. Roger Faligot), Nuit franquiste sur Brest : L'attaque du sous-marin républicain C-2, 1937, Spézet, Coop Breizh, coll. « Coop Breizh », 2013, 152 p. (ISBN 978-2-84346-603-8)

- Nuit noire sur Brest, BD de Damien Cuvillier, Kris, Bertrand Galic et Patrick Gourlay, Futuropolis 2016  (ISBN 9782754815567)